# Phyllonorycter kamijoi
Phyllonorycter kamijoi är en fjärilsart som först beskrevs av Tosio Kumata 1963.  Phyllonorycter kamijoi ingår i släktet guldmalar, och familjen styltmalar. Inga underarter finns listade i Catalogue of Life.